# مارهای درختی
مارهای درختی (نام علمی: Zamenis) نام یک سرده از تیره قمچه‌ماران است.